# 弗莱尔 (加来海峡省)
弗莱尔（法語：Flers，法語發音：[flɛʁ]）是法国上法蘭西大區加来海峡省的一个市镇，属于阿拉斯区。

## 地理
弗莱尔（50°19'14"N, 2°15'12"E）面积5.5 平方千米，位于法国上法蘭西大區加来海峡省，该省份为法国北部沿海省份，西北濒北海，南至索姆省，东临北部省。
与弗莱尔接壤的市镇（或旧市镇、城区）包括：埃里库尔、康什河畔蒙谢勒、楠克-欧特科特、布朗热瓦尔布朗热蒙、康什河畔布贝尔、克鲁瓦塞特、埃夸夫尔、欧特克洛克。
弗莱尔的时区为UTC+01:00、UTC+02:00（夏令时）。

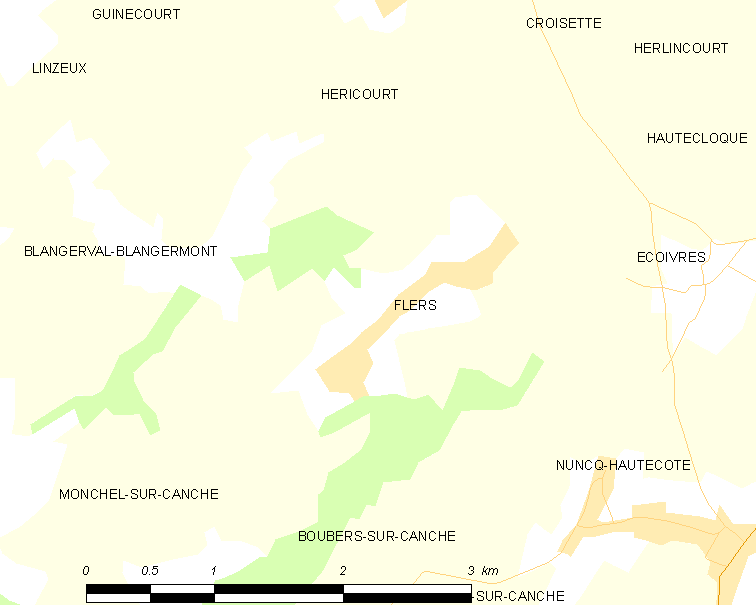
弗莱尔的OSM定位图

## 行政
弗莱尔的邮政编码为62270，INSEE市镇编码为62337。

## 政治
弗莱尔所属的省级选区为泰努瓦斯河畔圣波勒县。

## 人口

1962-2008年间弗莱尔人口变化图示

弗莱尔于2022年1月1日时的人口数量为217人。